# Даріо Брглес
Даріо Брглес (хорв. Dario Brgles; 15 квітня 1977, Копривниця, СФРЮ) — хорватський футболіст, півзахисник.

## Біографія
Вихованець клубу «Славен Белупо» з рідного міста Копривниця. В 1999 році розпочав професійну кар'єру в «Славен Белупо». 2001 року у складі «Славена Белупо» пробився до півфінальної стадії розіграшу Кубка Інтертотто. У сезоні 2002/2003 виступав на правах оренди за сплітський «Хайдук», де провів 10 матчів і незабаром повернувся в «Славен Белупо». У «Хайдуку» став володарем Кубка Хорватії і срібним призером чемпіонату Хорватії. В серпні 2005 року після рекомендацій Івиці Пирича перейшов на правах вільного агента в київський «Арсенал», підписавши дворічний контракт. В Вищій лізі дебютував 18 вересня 2005 року в виїзному матчі проти запорізького «Металурга» (2:2). В січні 2006 а був виставлений на трансфер. Всього в «Арсеналі» провів два роки, після чого повернувся на батьківщину до клубу «Шибеник».
Потім грав за нижчолігові «Копривницю», «Виноградар» і «Хрватскі Драговоляц», а у 2009 році став гравцем «Крижевця», який виступав в Третій лізі Хорватії.

## Досягнення
- Срібний призер чемпіонату Хорватії (1): 2002/2003
- Володар Кубка Хорватії (1): 2002/2003